# August I. (Braunschweig-Lüneburg)

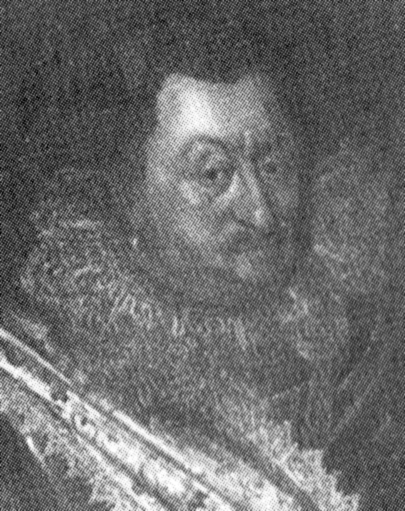
August der Ältere, Herzog von Braunschweig-Lüneburg

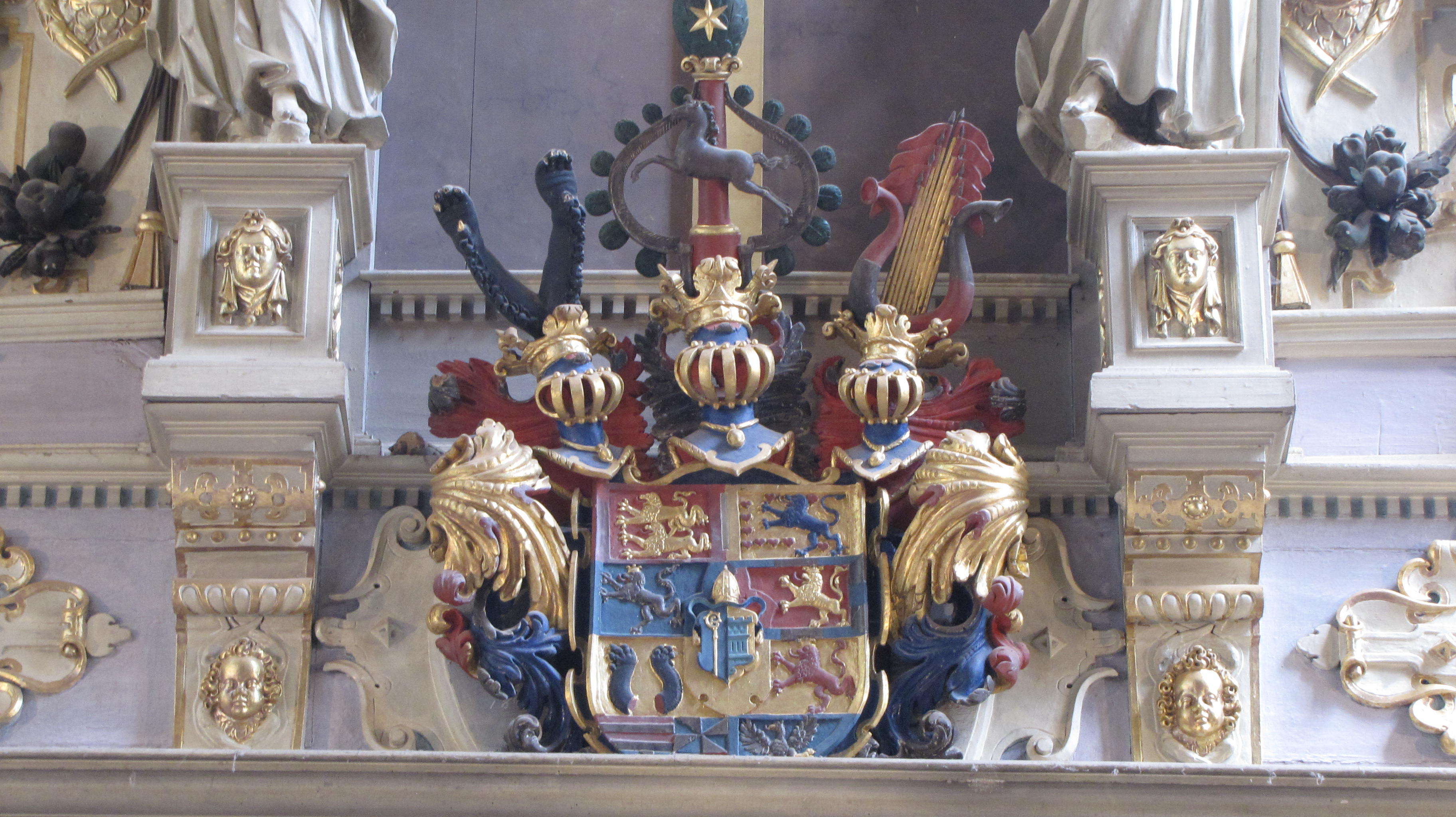
Wappen als Administrator von Ratzeburg am Altar der Laurentiuskirche in Schönberg (Mecklenburg) (1616)

August der Ältere, Herzog von Braunschweig-Lüneburg (* 19. November 1568; † 1. Oktober 1636 in Celle) war von 1610 bis 1636 evangelischer Administrator zu Ratzeburg sowie von 1633 bis 1636 Fürst von Lüneburg.

## Leben
August wurde 1568 als fünftes von 15 Kindern als Sohn von Wilhelm dem Jüngeren aus dem Geschlecht der Welfen und dessen Gemahlin Dorothea von Dänemark geboren. Als junger Mann stand er als Oberst in Diensten von Rudolf II. und kämpfte in den Kriegen gegen Frankreich und die Türkei.
August wurde 1610 evangelischer Bischof von Ratzeburg. Aufgrund des Familienvertrags mit seinen Brüdern, der eine weitere Erbteilung des Fürstentums Lüneburg verhindern sollte, durfte er keine standesgemäße Ehe eingehen, lebte jedoch mit der Amtmanns-Tochter Ilse Schmiedichen (auch Ilsa Schmidigen) in einem eheähnlichen Verhältnis und hatte mit ihr zwölf gemeinsame Kinder. Diese wurden 1625 unter dem Namen von Lüneburg in den erblichen Reichs-Adelsstand erhoben.
August folgte 1633 seinem verstorbenen Bruder Christian als Fürst von Lüneburg und erhielt 1635 das Fürstentum Calenberg-Göttingen. Er setzte die von seinem Bruder begonnene Neutralitätspolitik im Dreißigjährigen Krieg fort.
Herzog August wurde in der Fürstengruft in der Stadtkirche St. Marien in Celle beigesetzt.

## Nachkommen
Mit Ilse Schmiedichen hatte August folgende Kinder, die den Namen von Lüneburg trugen:
- Ernst (* 3. November 1614 in Celle, † 26. März 1642)
- Margaretha Sybylla (* 6. November 1616, † 21. März 1642 in Celle)
- Georg (* 1. August 1618, † 21. März 1642 in Celle)
- Friedrich (* 7. April 1621, † 27. März 1668 in Wathlingen), ⚭ Anna von Feuerschütz (9 Kinder)
- Klara Agnese (* in Celle, † 22. April 1667 in Isernhagen), ⚭ 14. September 1644 Erich Schmiedichen (Cousin) (1 Kind)
- Katharina Elisabeth († nach 1642), ⚭ Georg von Lüzow
- Dorotha Sophie, ⚭ Ernst von Nizen
- Anna Marie, ⚭ David Hinrichs
- Ilse Lucia, ⚭ Nicolaus Knaust